# هیرم
هیرم، روستایی در دهستان قلات از توابع بخش بیدشهر شهرستان اوز در استان فارس ایران است.

## جمعیت
این روستا در دهستان بیدشهر قرار دارد و براساس سرشماری مرکز آمار ایران در سال ۱۳۹۰، جمعیت آن ۳۲۲ نفر (۷۶ خانوار) بوده‌است.